# Räkodling

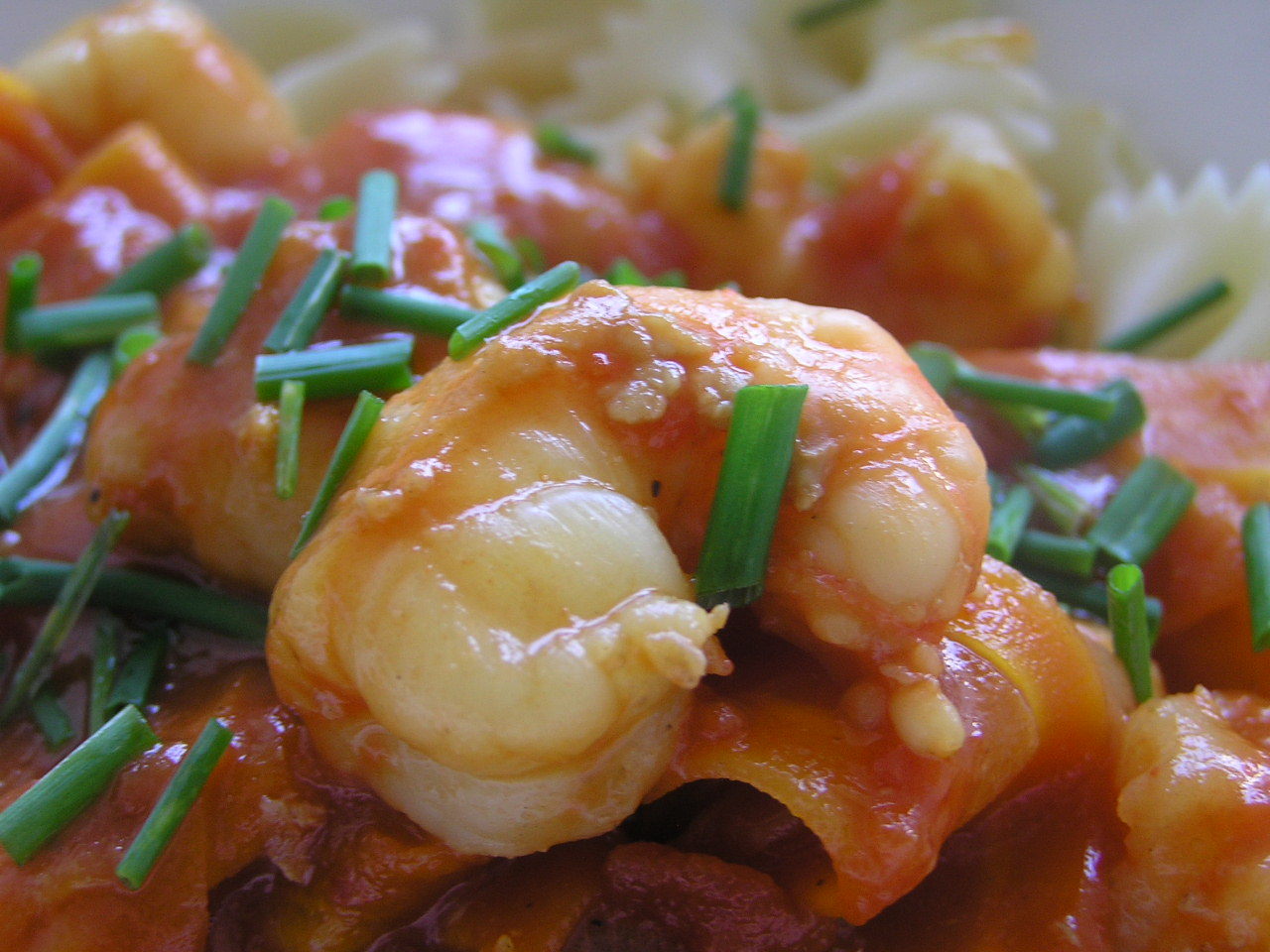
Tillagade jätteräkor

Räkodling för att producera räkor för konsumtion sker dels i havsbassänger och dels i bassänger belägna på land. Medan fiske av räkor sker av alla typer av räkor, sker räkodling främst av större typer av räkor, kallade jätteräkor, som naturligt lever i tropiska hav. Dessa räkor kallas även  tigerräkor, gambas, scampi eller tropisk räka. Scampi är även namnet på små havskräftor.
Jätteräkor har blivit en alltmer efterfrågad delikatess i den rika världen, vilket har lett till att en stor industri med fiske eller odling av jätteräkor växt fram i flera tropiska länder. Räkodling av jätteräkor har blivit kritiserad både för miljöförstöring och för sina sociala effekter.

## Miljöeffekter
Storskalig produktion av jätteräkor kan ske antingen genom havsfiske eller räkodling. Räkodlingar anläggs ofta i mangroveskogsområden, men på senare tid har även ren jordbruksmark börjat användas. Alla dessa produktionssätt är förknippade med stor miljöpåverkan.

Räkodlingsdamm i Sydkorea

För räkodling krävs yngel. Produktion av räkyngel är i sig en aktivitet med stor miljöpåverkan. Det krävs också olika giftiga preparat och antibiotika för att upprätthålla de koncentrerade populationer som dammarna innehåller. 
Vid räkodling i mangroveskog avverkas träden för att ge plats åt odlingsdammar. Det är en stark anledning till jordens mangrovebestånd har minskat. För Sydostasien och Karibien är förlusten 70-80%. 
Förlusten av mangroveskog har flera konsekvenser:
- Mangrove är en mycket viktig barnkammare för marint liv. När skogen huggs ner, försämras fisket, både i själva skogen och i havet utanför.
- Mangrove filtrerar och binder sediment från floder. Utan skog fortsätter slammet ut till korallreven som slammar igen och dör. Även detta försämrar fisket.
- Mangrove skyddar mot vågerosion och översvämning. Utan skog ger en tsunami mycket större skador, och det kustnära jordbruket utsätts för mera salt från havet.
- Mangrove producerar hårt och termitsäkert virke samt ved att elda med. Utan skog försvinner denna resurs för lokalbefolkningen.

Vid räkodling på jordbruksmark bygger man dammar. Eftersom jätteräkorna kräver saltvatten, blir marken för salt för att därefter kunna användas för annan odling.

## Sociala effekter
Räkodling är affärsmässigt intressant för företag som kan investera och bedriva en verksamhet under några år. Lokalbefolkningen har normalt inte egna resurser att själva starta odlingar. Några kan få jobb på odlingar i sitt närområde. Vid mer intensiva odlingar hämtas den mesta arbetskraften från mer avlägsna områden, medan lokala invånare på sin höjd erbjuds dåligt betalda och okvalificerade arbetsuppgifter. Kustnära bönder kan utsättas för övertalning, hot och misshandel för att överlåta sin jord till räkodlare. I Bangladesh rapporteras att räkbolagen använt skjutvapen och granater för att tvinga till sig mark och att de har tyst stöd bland politiska makthavare. En starkt pådrivande kraft är efterfrågan från den rika världen.

## Hållbar räkodling
En jämförande studie mellan halvintensiv monokultur i Sri Lanka och extensiv polykultur i Filippinerna visade på flera faktorer som är viktiga om man vill uppnå ett hållbart och rättvist odlingssätt. Det viktigaste är att motverka minskningen av mangroveskog, att involvera lokalbefolkningen och att reducera behovet av tillsatser utifrån. Av tillsatserna behöver speciellt beroendet av fossila bränslen, av industrikläckta yngel och av artificiellt framställt foder minskas.
Extensiv odling i polykultur förefaller erbjuda de största möjligheterna till hållbarhet, men det måste i så fall förenas med bevarandet av mangroven. Extensiv odling innebär lägre koncentration av räkor, vilket kräver mindre mängd tillsatser av artificiellt framställda yngel, foder, antibiotika och energi för vattenpumpar. Extensiva odlingar sköter sig i större utsträckning själva. De är mindre beroende av avancerad teknik, expertkunskaper och importerad arbetskraft vilket gör det lättare för lokalbefolkningen att bli delaktiga. Samtidigt så krävs det att mer mark tas i anspråk för att få fram samma mängd räkor. Polykultur innebär att en damm innehåller flera olika slags djur, exempelvis både räkor, fisk och krabbor. Det minskar känsligheten för sjukdomar och därmed behovet av antibiotika. Det minskar också risken för konkurs om ett år blir dåligt för någon av djurarterna.